# Zerba
Zerba is een gemeente in de Italiaanse provincie Piacenza (regio Emilia-Romagna) en telt 123 inwoners (31-12-2004). De oppervlakte bedraagt 25,0 km², de bevolkingsdichtheid is 6 inwoners per km².

## Demografie
Zerba telt ongeveer 82 huishoudens. Het aantal inwoners daalde in de periode 1991-2001 met 9,7% volgens cijfers uit de tienjaarlijkse volkstellingen van ISTAT.
| Jaar | Inwoneraantal |
| ---- | ------------- |
| 1991 | 155           |
| 2001 | 140           |

## Geografie
Zerba grenst aan de volgende gemeenten: Brallo di Pregola (PV), Cabella Ligure (AL), Cerignale, Fabbrica Curone (AL), Ottone, Santa Margherita di Staffora (PV).

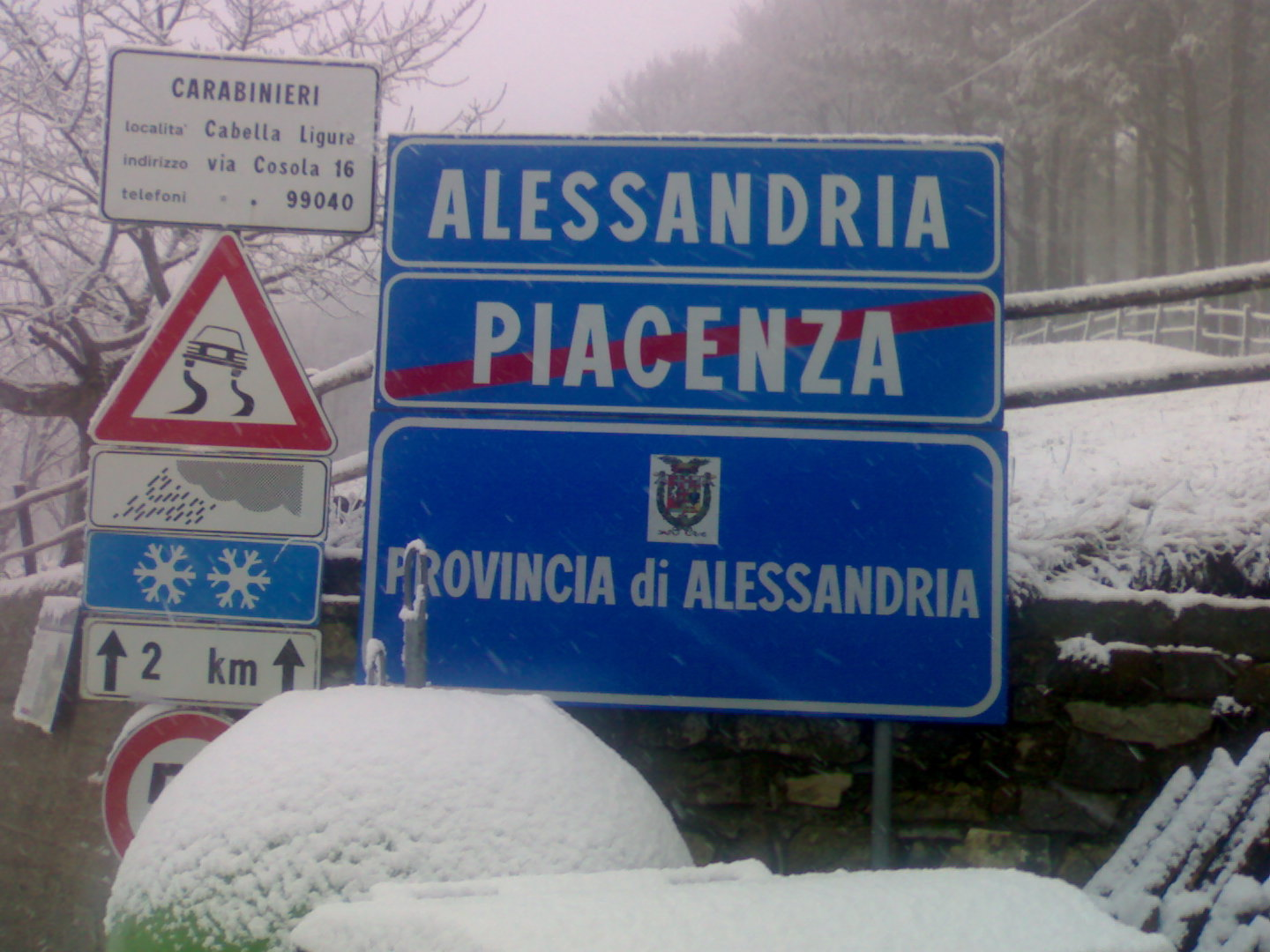
Grens met Alessandria bij Zerba

Agazzano · Alseno · Alta Val Tidone · Besenzone · Bettola · Bobbio · Borgonovo Val Tidone · Cadeo · Calendasco · Caorso · Carpaneto Piacentino · Castel San Giovanni · Castell'Arquato · Castelvetro Piacentino · Cerignale · Coli · Corte Brugnatella · Cortemaggiore · Farini · Ferriere · Fiorenzuola d'Arda · Gazzola · Gossolengo · Gragnano Trebbiense · Gropparello · Lugagnano Val d'Arda · Monticelli d'Ongina · Morfasso · Ottone · Piacenza · Pianello Val Tidone · Piozzano · Podenzano · Ponte dell'Olio · Pontenure · Rivergaro · Rottofreno · San Giorgio Piacentino · San Pietro in Cerro · Sarmato · Travo · Vernasca · Vigolzone · Villanova sull'Arda · Zerba · Ziano Piacentino
- Gemeinsame Normdatei: 7706410-0
- Virtual International Authority File: 239709796

1. ↑  https://demo.istat.it/?l=it.